# Klipptjärn (naturreservat)
Klipptjärn är ett naturreservat i Åsele kommun i Västerbottens län.
Området är naturskyddat sedan 2009 och är 170 hektar stort. Reservatet omfattar östsluttningen av Granberget och våtmark kring Klipptjärnen nedanför. Reservatet består av granskog.